# Надеждина, Жанна Анатольевна
Жанна Анатольевна Романенко (Надеждина) (род. 27 сентября 1946, Одесса, Украинская ССР) — советская и российская актриса театра и кино, Заслуженная артистка РСФСР (1977), народная артистка Российской Федерации (2000)
Окончила Театральное училище (ВУЗ) им. М. С. Щепкина, актер драматического театра и кино (1968, педагоги В. И. Коршунов, Ю. М. Соломин). Актриса Самарского (Куйбышевского) Академического театра драмы им. М. Горького с 1968 по 1987 годы и с 1994 года.
Работала в Крымском академическом драматическом театре им. М. Горького (Симферополь, 1987—1994).

## Театральные работы
- 1968

Е. Хильтаи «Немой рыцарь» — cлужанка (реж. Колтынюк)

А. Островский «Доходное место» — Юленька (реж. Голубицкий) 

Л. Леонов «Обыкновенный человек» — Аннушка (реж. О. Чернова)

Сказка «Иван-да-марья» — Марья (реж. С. Пономарев)
- 1969

А. Островский «На всякого мудреца довольно простоты» — Машенька (реж. Шварц)

С. Найденов «Дети Ванюшина» — Аннушка (реж. О. Чернова)

В. Розова «Традиционный сбор» — Инна (реж. О. Чернова)

Ч. Айтматов «Материнское поле» — сестра Аширалы (реж. П. Монастырский)

М. Шатров «Большевики» — Секретарь (реж. И. Рахлин)

А. Салынский «Мария» — Даша (реж. О. Чернова)

И. Шток «Земля замоскворецкая» — Александра (реж. Е. Хигерович)
- 1970

И. Иорданов «Любовь необъяснимая» — Марчетто (реж. Делчев)

А. Арбузов «Город на заре» — Наташа (реж. Хигерович)

И. Тумановская «Кто ты, Женька?» — Алька (реж. П. Монастырский)

К. Одетс «Звезда Голливуда» — Элейн (реж. О. Чернова)
- 1971

В. Ежов «Соловьиная ночь» — Катя (реж. О. Чернова)

М. Рощин «Валентин и Валентина» — Валентина (реж. А. Головин)

С. Алешин «Тогда в Севилье» — Дон Жуан (реж. П. Монастырский)

А. Володин «Дульсинея Тобосская» — Санчика (реж. Е. Хигерович)
- 1972

А. Островский «Бесприданница» — Лариса (реж. А. Головин)

Ю. Марцинкявичюс «Миндаугас» — дочь (реж. А. Головин)
- 1973

А. Цагарели «Ханума» — Сона (реж. П. Монастырский)

А. Фредро «Дамы и гусары» — Софья (реж. И. Груда)
- 1974

Б. Лавренев «Сорок первый» — Марютка (реж. Копытман)

Е. Габрилович «Счастливый Шурик» — Анна (реж. Копытман)
- 1975

Т. Уильямс «Лето и дым» («Внезапно прошлым летом») — Альма (реж. А. Головин)

В. Розов «Четыре капли» — Заступница (реж. А. Головин)

Н. Лесков «Левша» — блоха (реж. П. Монастырский)
- 1976

М. Горький «Варвары» — Анна (реж. П.Монастырский)

Ю. Грушас «Любовь, джаз и черт» — Беатриче (реж. С. Надеждин)

Ю. Яковлев «Моя дочь Нюша» — Антошка (реж. П. Монастырский)
- 1977

А. Жери «Шестой этаж» — Эдвиж (реж. П. Монастырский)
- 1978

М. Рощин «Эшелон» — Катя (реж. Демьянченко)

А. Островский «Бешеные деньги» — Лидия Чебоксарова (реж. П. Монастырский)
- 1979

В. Розов «Гнездо глухаря» — Искра (реж. П. Монастырский)

А. Чехов «Три сестры» — Ирина (реж. Ф.Демьяненко)

Х. Вуолийоки «Дом на скале» — Хета (реж. П. Монастырский худ. Б. Кожухарев, Болгария)
- 1980

Ж.-Б. Мольер «Тартюф» — Эльмира (реж. Г. Меньшенин)

Б. Шоу «Пигмалион» — Элиза Дулитл (реж. П. Монастырский)

М. Шатров «Синие кони на красной траве» — Н. К. Крупская (реж. П. Монастырский)
- 1981

К. Симонов «Мы не увидимся с тобой» — Ника (реж. Г. Меньшенин)

М. Салтыков-Щедрин «Господа Голавлевы» — Любонька (реж. П. Монастырский)
- 1982

П. Кальдерон «Дама — невидимка» — Анхела (реж. Меньшенин)

В. Гольдфельд «Мал, да удал» — Неулыба (реж. О. Бычков)

Н. Думбадзе «Закон вечности» — Джемма (реж. Г. Меньшенин)
- 1983

М. Горький «Дачники» — Юлия Филипповна (реж. П. Монастырский)

Скарначчи и Тарабузи «Моя профессия — синьор из общества» — Валерия (реж. Г. Меньшенин)

Н. Саймон «Последний пылкий влюбленный» — Элейн Мацони, Бобби Митчел, Джанет Фишер (реж. О. Бычков)
- 1984

А. Штейн «Гостиница Астория» — Екатерина (реж. Р. Рахлин)
- 1985

В. Мережко «Я — женщина» — Маша (реж. Р. Рахлин)
- 1986

И. Щеголихин «Дефицит» — Марина (реж. П. Монастырский)

Н. Саймон «Хочу сниматься в кино» — Стеффи Блондел (реж. Р. Рахлин)
- 1987

В. Шекспир «Двенадцатая ночь» — Мария (реж. Р. Рахлин)
- 1994

Ф. Шиллер «Коварство и любовь» — Леди Мильфорд (реж П. Монастырский)

Э. де Филиппо «Цилиндр» — Беттина (реж. В. Курочкин)
- 1995

М. Горький «Васса Железнова» — Анна (реж. П. Монастырский)

А. Володин «Пять вечеров» — Тамара (реж. П. Монастырский)

Г. Фигейредо «Эзоп» («Лиса и виноград») — Клея (реж. В. Кузенков)
- 1996

О. Данилов «Подари мне лунный свет» — Ира (реж. Д. Астрахан), награждена в номинации «Лучшая женская роль» на конкурсе «Самарская театральная муза»
- 1997

Ж. Кокто «Ужасные родители» — Лео (реж. В. Шапиро)
- 1998

Ф. Саган «Замок в Швеции» — Агата (реж. В. Гвоздков)

Ф. Саган «Лошадь в обмороке» — Филисити (реж. В. Гвоздков)
- 1999

Н. Птушкина «Пока она умирала» — Татьяна (реж. В. Гвоздков)
- 2001

Ф. Достоевский «Униженные и оскорбленные» — Анна Андреевна (реж. В. Гвоздков)
- 2002

Ж. Коллар «Ladies’ night» — Джанет Бурмайстер (реж. П. Ланди)

А. Гурней «Любовные письма» — Мелисса Гарднер (реж. В. Гвоздков)
- 2003

Х. Линдсей Р. Круз «Звуки музыки» — Настоятельница монастыря (реж. В. Гвоздков)

Р. Куни «№ 13» — Памелла (реж. В. Гвоздков)
- 2004

Х. Маккой «Танцевальный марафон» — Миссис Лейден (реж. П. Ланди)
- 2005

И. Жамиак «Месье Амилькар, или Человек, который платит» — Элеонора (реж. В. Гвоздков), награждена в номинации «Лучшая женская роль»
- 2006

А. Менчелл «С тобой и без тебя» — Ида (реж. В. Гришко)

Этюды к Шекспиру — «Гамлет» — Гертруда (реж. В. Фильштинский)
- 2007

В. Шекспир «Ромео и Джульетта» — Леди Монтекки (реж. В. Фильштинский)

П. Бомарше «Безумный день или Женитьба Фигаро» — Графиня (реж. В. Гришко)

К. Людвиг «Примадонны»- Флоренс Снайдер (реж. М. Кальсин)
- 2008

А. Островский «Лес» — Раиса Павловна Гурмыжская (реж. А. Кузин)
- 2011

Г. Слуцки «Шесть блюд из одной курицы» — Мама (реж. В. Гришко)
- 2012

Трейси Леттс «Август. Графство Осэйдж» — Вайолет Уэстон, жена Беверли (реж. С. Щипицин, В. Гвоздков)
- 2013

Роберт Тома — «Мами» (реж. Н. Мишин)
- 2017

Джон Патрик «Странная миссис Сэвидж» — миссис Этель Сэвидж (реж. А. Кузин)
Крымский академический русский театр им. М. Горького (1987—1994)

1. Ю. О’Нил «Любовь под вязами» — Абби (реж. О. Бычков)

2. Н. Гумилев «Отравленная туника» — Феодора (реж. А. Новиков)

3. А. Кристи «Мышеловка» — Молли (реж. О. Бычков)

4. А. Галин «Группа» — Татьяна (реж. О. Бычков)

5. М. Горький «Мещане» — Елена (реж. В. Аносов)

6. Н. Гоголь «Женитьба» — Марфа (реж. О. Бычков)

7. Н. Кауард «Интимная жизнь» — Аманда (реж. О. Бычков)

8. М. Булгаков «Дни Турбиных» — Елена (реж. О. Бычков)

9. А. Стринберг «Фрёкен Юлия» — фрёкен Юлия (реж. О. Бычков)

10. Э. Элис, Р. Риз «Условия диктует леди» — Филиппа Джеймс (реж. О. Бычков)

11. М. Булгаков «Мастер и Маргарита» — Маргарита (реж. А. Новиков)

## Роли в кино
1991 «Убийство в Саншайн-Менор» — леди Мальборо
2011 «Обручальное кольцо» — Эльвира, гостья из Америки, подруга юности Семёна Ивановича

## Признание и награды
- 1977 — Заслуженная артистка РСФСР
- 1996 — «Подари мне лунный свет» — за роль Иры награждена в номинации «Лучшая женская роль» на конкурсе «Самарская театральная муза»
- 2000 — Народная артистка России[1]
- 2005 — «Месье Амилькар, или Человек, который платит» — за роль Элеоноры (реж. В. Гвоздков) награждена в номинации «Лучшая женская роль» на конкурсе «Самарская театральная муза»
- 2006 — Знак «За труд во благо земли самарской» (2006)
- 2012 — Победитель в номинации «Любимый артист» на вручении Самарской театральной премии зрительских симпатий «Браво»
- 2012 — Лауреат в номинации «За вклад в отечественное театральное искусство» (Тамбов, VI фестивале им. Николая Хрисанфовича Рыбакова за роль Мелиссы Гарднер в спектакле «Любовные письма»)
- 2012 — Звание «Женщина — представитель культуры и искусства 2011» в рамках областной акции «Женщина года»
- 2013 — Лауреат в номинации «Признание» (Тамбов, VII фестиваль им. Н. Рыбакова)
- 2023 — Орден Почёта (12 апреля 2023 года) — за вклад в развитие отечественной культуры и искусства, многолетнюю плодотворную деятельность[2]